# Maurilio Silvani
Maurilio Silvani (24 de agosto de 1882 – 22 de dezembro de 1947) foi um prelado italiano da Igreja Católica que dedicou toda a sua carreira ao serviço diplomático da Santa Sé. Tornou-se arcebispo em 1936 e serviu como Núncio Apostólico de 1936 até sua morte.

## Biografia
Maurilio Silvani nasceu em 24 de agosto de 1882 em Isola Sant'Antonio, Itália. Foi ordenado sacerdote da Diocese de Alessandria em 17 de junho de 1905.
Ele ingressou no serviço diplomático em 1917. Sua primeira missão foi como secretário do Arcebispo Eugenio Pacelli, posteriormente eleito Papa Pio XII, que era o Núncio Apostólico na Baviera.
Em 24 de julho de 1936, o Papa Pio XI o nomeou arcebispo titular de Naupactus e Núncio Apostólico no Haiti e na República Dominicana.
Ele recebeu sua consagração episcopal em 13 de setembro de 1936 do Cardeal Eugenio Pacelli
Em 1937, ele mediou um acordo após o massacre de milhares de haitianos na República Dominicana em outubro do mesmo ano, pelos militares dominicanos, negociando com Rafael Trujillo, ditador militar da República Dominicana, para garantir um pagamento de US$ 750.000 ao Haiti.
Em 23 de maio de 1942, Papa Pio XII o nomeou Núncio Apostólico no Chile .
Em 4 de maio de 1946, o Papa Pio o nomeou Internúncio Apostólico na Áustria .
Ele morreu em Viena, na Áustria, em 22 de dezembro de 1947, após uma longa doença.